# 327 av. J.-C.
Cette page concerne l'année 327 av. J.-C. du calendrier julien proleptique.

## Événements
- Printemps : 
  - Alexandre le Grand s’empare de la citadelle d’Ariamaze, le « Rocher sogdien », place forte réputée imprenable au nord-ouest de Nautaca. Il épouse Roxane, princesse de Bactriane, fille du seigneur bactrien Oxyartès, à Bactres (Balkh)[1].
  - Affaire de la proscynèse (les Macédoniens refusent de se prosterner devant le roi, jugeant cet acte impie). Complot des pages contre Alexandre, qui lui reprochent sa tyrannie. Callisthène, neveu d’Aristote, est jugé responsable du complot du fait des « leçons » qu’il a données aux pages. Il est arrêté[1].
- 8 juillet (1er juillet du calendrier romain) : début à Rome du consulat de Lucius Cornelius Lentulus et Quintus Publilius Philo[2]. Guerre de Rome contre les habitants de Paleopolis, cité grecque de la baie de Naples, encouragée en sous-main par les Samnites. Des échanges hostiles entre les envoyés samnites et le Sénat romain déclenchent les hostilités[3]. 
  - Début de la deuxième guerre samnite (fin en 304 av. J.-C.). Le consul Publilius intervient contre Paleopolis, qui a reçu une garnison samnite, tandis que son collègue Cornelius contient les Samnites. À l’occasion du siège de Paleopolis qui n’est pas terminé à la fin de l’année consulaire, le Sénat romain renonce au principe des commandements annuels et établit le principe de la prorogation qui permet de maintenir un an ou plus les chefs d’armée dans l’exercice de leurs fonctions. Le plébéien Marcus Claudius Marcellus est nommé dictateur pour tenir les comices consulaires mais doit abdiquer devant l’opposition des augures[2].
- Été : début de la campagne de l'Inde d'Alexandre le Grand (fin en 325 av. J.-C.)[1].
  - Partant de Bactriane en été, Alexandre vainc de farouches tribus de montagnards après l’assaut de leur forteresse d’Aornos (Afghanistan). Une partie de son armée franchit la passe de Khyber et prépare un pont de bateau près d’Attok sur l’Indus. Alexandre la rejoint avec l’autre partie des troupes à travers la région montagneuse située au Nord de Kaboul. Il passe l’Indus au début de 326 av. J.-C. et s’allie au rajah de Taxila (Bhir).

## Décès
- Callisthène, neveu d’Aristote, historien chargé d'écrire l’histoire officielle d’Alexandre, exécuté pour avoir raillé la divinité d’Alexandre.
- Diogène de Sinope, philosophe cynique.